# Ophiorrhiza
Ophiorrhiza L. è un genere di piante erbacee o subarbustacee, appartenente alla famiglia delle Rubiacee.
È diffuso nell'Asia tropicale e sub-tropicale e in Oceania.

## Tassonomia
Il genere comprende le seguenti specie:
- Ophiorrhiza acuminata DC.
- Ophiorrhiza acuminatissima Korth.
- Ophiorrhiza affinis Zoll. & Moritzi
- Ophiorrhiza alata Craib
- Ophiorrhiza alatiflora H.S.Lo
- Ophiorrhiza albida Korth.
- Ophiorrhiza alboensis Valeton
- Ophiorrhiza amnicola K.Schum.
- Ophiorrhiza amoena Valeton
- Ophiorrhiza amplifolia Drake
- Ophiorrhiza angkae Craib
- Ophiorrhiza annamica Pit.
- Ophiorrhiza anonyma Valeton
- Ophiorrhiza arenicola Ridl.
- Ophiorrhiza argostemmoides Elmer
- Ophiorrhiza arunachalensis (Deb & Rout) Razafim. & Rydin
- Ophiorrhiza aureolina H.S.Lo
- Ophiorrhiza australiana Benth.
- Ophiorrhiza austroyunnanensis H.S.Lo
- Ophiorrhiza avenis Ridl.
- Ophiorrhiza axillaris  Ridl.
- Ophiorrhiza baishaiensis (X.X.Chen & W.L.Sha) Razafim. & Rydin
- Ophiorrhiza balansae (Pit.) Razafim. & Rydin
- Ophiorrhiza barberi Gamble
- Ophiorrhiza barnesii C.E.C.Fisch.
- Ophiorrhiza baviensis Drake
- Ophiorrhiza biakensis Valeton
- Ophiorrhiza bifida (Kurz) Razafim. & Rydin
- Ophiorrhiza biflora Elmer
- Ophiorrhiza biversifolia Valeton
- Ophiorrhiza blumeana Korth.
- Ophiorrhiza borii Deb & Mondal
- Ophiorrhiza brachyantha S.P.Darwin
- Ophiorrhiza brachycarpa K.Schum.
- Ophiorrhiza bracteata Korth.
- Ophiorrhiza bremerae Razafim. & Rydin
- Ophiorrhiza brevidentata H.S.Lo
- Ophiorrhiza brevipes Wernham
- Ophiorrhiza brunonis Wight & Arn.
- Ophiorrhiza caespitosa (Blume) Razafim. & Rydin
- Ophiorrhiza caespitulosa Elmer
- Ophiorrhiza calliantha Merr. & L.M.Perry
- Ophiorrhiza camiguinensis Elmer
- Ophiorrhiza cana H.S.Lo
- Ophiorrhiza canescens Blume
- Ophiorrhiza cantonensis Hancel
- Ophiorrhiza capitata (Ridl.) Razafim. & Rydin
- Ophiorrhiza carnosicaulis H.S.Lo
- Ophiorrhiza carstensensis Wernham
- Ophiorrhiza caudata C.E.C.Fisch.
- Ophiorrhiza caudipetala Deb & Mondal
- Ophiorrhiza chandrasekharanii Subba Rao & Kumari
- Ophiorrhiza chenii Razafim. & Rydin
- Ophiorrhiza chinensis H.S.Lo
- Ophiorrhiza chingii H.S.Lo
- Ophiorrhiza chuniana (R.J.Wang) Razafim. & Rydin
- Ophiorrhiza ciliata Elmer
- Ophiorrhiza coccinea (H.S.Lo) Razafim. & Rydin
- Ophiorrhiza codyensis Gamble
- Ophiorrhiza confertiflora Valeton
- Ophiorrhiza cordata W.L.Sha
- Ophiorrhiza coriaceifolia (R.J.Wang) Razafim. & Rydin
- Ophiorrhiza costata Ridl.
- Ophiorrhiza crassifolia H.S.Lo
- Ophiorrhiza crispa  Lauterb.
- Ophiorrhiza cryptantha Zoll. & Moritzi
- Ophiorrhiza curtiflora Elmer
- Ophiorrhiza cylindrica (Wall. ex Hook.f.) Razafim. & Rydin
- Ophiorrhiza danxiashanensis (R.J.Wang) Razafim. & Rydin
- Ophiorrhiza darwinii Razafim. & Rydin
- Ophiorrhiza davaensis Quisumb.
- Ophiorrhiza debiana Hareesh, A.Joe & M.Sabu
- Ophiorrhiza debruynii Valeton
- Ophiorrhiza decipiens Merr. & L.M.Perry
- Ophiorrhiza deflexa Ridl.
- Ophiorrhiza densa H.S.Lo
- Ophiorrhiza densiflora Valeton
- Ophiorrhiza discolor R.Br. ex G.Don
- Ophiorrhiza djamuensis Valeton
- Ophiorrhiza dolichophylla Merr.
- Ophiorrhiza doormanniensis Valeton
- Ophiorrhiza dulongensis H.S.Lo
- Ophiorrhiza elmeri Merr.
- Ophiorrhiza emeiensis (H.S.Lo) Razafim. & Rydin
- Ophiorrhiza ensiformis H.S.Lo
- Ophiorrhiza eriantha Wight
- Ophiorrhiza erubescens Wall. ex G.Don
- Ophiorrhiza erythropilosa Alfeche & Alejandro
- Ophiorrhiza esquirolii H.Lév.
- Ophiorrhiza estipulata Valeton
- Ophiorrhiza exigua (H.L.Li) H.S.Lo
- Ophiorrhiza exserta Ridl.
- Ophiorrhiza extenuata S.Moore
- Ophiorrhiza fangdingii H.S.Lo
- Ophiorrhiza fangiana Razafim. & Rydin
- Ophiorrhiza fasciculata D.Don
- Ophiorrhiza ferruginea Valeton
- Ophiorrhiza fibrillosa Ridl.
- Ophiorrhiza filibracteolata  H.S.Lo
- Ophiorrhiza filistipula Miq.
- Ophiorrhiza flava (H.S.Lo) Razafim. & Rydin
- Ophiorrhiza flavescens Ridl.
- Ophiorrhiza fontinalis Ridl.
- Ophiorrhiza fruticosa Ridl.
- Ophiorrhiza fucosa Hance
- Ophiorrhiza fusca Valeton
- Ophiorrhiza gaoligongensis L.Wu, Hareesh & R.H.Tu
- Ophiorrhiza glabra (L.Wu & Q.R.Liu) Razafim. & Rydin
- Ophiorrhiza glabrifolia Valeton
- Ophiorrhiza glandulosa (L.Wu & Q.R.Liu) Razafim. & Rydin
- Ophiorrhiza glaucorosea Drake
- Ophiorrhiza glechomifolia Thwaites
- Ophiorrhiza govidjoensis Valeton
- Ophiorrhiza graciliflora Valeton
- Ophiorrhiza gracilis Kurz
- Ophiorrhiza grandibracteolata F.C.How ex H.S.Lo
- Ophiorrhiza grandiflora Wight
- Ophiorrhiza griffithii Hook.f.
- Ophiorrhiza guangdongensis (H.S.Lo) Razafim. & Rydin
- Ophiorrhiza guizhouensis C.D.Yang & G.Q.Gou
- Ophiorrhiza hainanensis Y.C.Tseng
- Ophiorrhiza hallieri Valeton ex Merr.
- Ophiorrhiza hamiguitanensis Alfeche & Alejandro
- Ophiorrhiza hasseltii Blume ex Korth.
- Ophiorrhiza havilandii Ridl.
- Ophiorrhiza hayatana Ohwi
- Ophiorrhiza heterophylla Jack
- Ophiorrhiza heterostyla Dunn
- Ophiorrhiza hiepii L.Wu, Q.Gao & K.S.Nguyen
- Ophiorrhiza hirsutula Wight ex Hook.f.
- Ophiorrhiza hispida Hook.f.
- Ophiorrhiza hoanglienensis T.V.Do
- Ophiorrhiza howii F.C.How ex H.S.Lo
- Ophiorrhiza huanjiangensis D.Fang & Z.M.Xie
- Ophiorrhiza hunanica H.S.Lo
- Ophiorrhiza inaequifolia Elmer
- Ophiorrhiza incarnata C.E.C.Fisch.
- Ophiorrhiza inconspicua Miq.
- Ophiorrhiza infundibularis N.P.Balakr.
- Ophiorrhiza insularis Valeton
- Ophiorrhiza involucrata Elmer
- Ophiorrhiza ixora Ridl.
- Ophiorrhiza jackiana Korth.
- Ophiorrhiza jacobii Hareesh, Salish, G.Joseph & M.Sabu
- Ophiorrhiza japonica Blume
- Ophiorrhiza jingxiensis (R.J.Wang) Razafim. & Rydin
- Ophiorrhiza jojui Hareesh & M.Sabu
- Ophiorrhiza junghuhniana Miq.
- Ophiorrhiza kainulainenii Razafim. & Rydin
- Ophiorrhiza kingiana Ridl.
- Ophiorrhiza klossii Ridl.
- Ophiorrhiza korthalsiana Miq.
- Ophiorrhiza kunstleri King
- Ophiorrhiza kuroiwae Makino
- Ophiorrhiza kwangsiensis Merr. ex H.L.Li
- Ophiorrhiza labordei
- Ophiorrhiza lacei Craib
- Ophiorrhiza laevifolia H.S.Lo
- Ophiorrhiza lancifolia Ridl.
- Ophiorrhiza lancilimba Merr.
- Ophiorrhiza laoshanica H.S.Lo
- Ophiorrhiza larseniorum Schanzer
- Ophiorrhiza latifolia Miq.
- Ophiorrhiza lauterbachii Valeton
- Ophiorrhiza lawrenceana King & Prain
- Ophiorrhiza laxa A.Gray
- Ophiorrhiza laxiflora (W.L.Sha & X.X.Chen) Razafim. & Rydin
- Ophiorrhiza leptantha A.Gray
- Ophiorrhiza leptophylla Merr. & L.M.Perry
- Ophiorrhiza liangkwangensis H.S.Lo
- Ophiorrhiza lignosa Merr.
- Ophiorrhiza lii Razafim. & Rydin
- Ophiorrhiza linearifolia Merr.
- Ophiorrhiza littorea Miq.
- Ophiorrhiza loana Y.F.Deng & Y.Feng Huang
- Ophiorrhiza longanensis (R.J.Wang) Razafim. & Rydin
- Ophiorrhiza longe-repens Ridl.
- Ophiorrhiza longibracteata (C.Y.Liu & S.J.Wei) Razafim. & Rydin
- Ophiorrhiza longicornis H.S.Lo
- Ophiorrhiza longiflora Blume
- Ophiorrhiza longifloriformis Schanzer
- Ophiorrhiza longii J.R.I.Wood
- Ophiorrhiza longipedunculata Merr.
- Ophiorrhiza longipes Craib
- Ophiorrhiza longisepala Merr. & L.M.Perry
- Ophiorrhiza longituba J.W.Moore
- Ophiorrhiza luchuanensis H.S.Lo
- Ophiorrhiza lui (Yan Liu & L.Wu) Razafim. & Rydin
- Ophiorrhiza luochengensis (H.S.Lo & W.L.Sha) Razafim. & Rydin
- Ophiorrhiza lurida Hook.f.
- Ophiorrhiza maboroensis Valeton
- Ophiorrhiza macgregorii Merr.
- Ophiorrhiza macrantha H.S.Lo
- Ophiorrhiza macrocarpa L.Wu, Q.R.Liu, Y.H.Tan & Hareesh
- Ophiorrhiza macrodonta H.S.Lo
- Ophiorrhiza major Ridl.
- Ophiorrhiza malipoensis (H.S.Lo) Razafim. & Rydin
- Ophiorrhiza maquilingensis Elmer
- Ophiorrhiza marchandii H.Lév.
- Ophiorrhiza marginata Blume
- Ophiorrhiza marosiana Valeton
- Ophiorrhiza medogensis H.Li
- Ophiorrhiza meenachilarensis Robi & Balan
- Ophiorrhiza meghalayensis Hareesh, A.Joe, M.Sabu & L.Wu
- Ophiorrhiza microcephala (Pit.) Razafim. & Rydin
- Ophiorrhiza microphylla (H.S.Lo) Razafim. & Rydin
- Ophiorrhiza mitchelloides (Masam.) H.S.Lo
- Ophiorrhiza modesta (Hook.f.) Razafim. & Rydin
- Ophiorrhiza monsvictoriae S.S.Zhou & L.D.Duan
- Ophiorrhiza montisschraderi Valeton
- Ophiorrhiza mungos L.
- Ophiorrhiza munnarensis C.E.C.Fisch.
- Ophiorrhiza mussaendiformis Deb & Mondal
- Ophiorrhiza nairii Ramam. & Rajan
- Ophiorrhiza nandanica H.S.Lo
- Ophiorrhiza nanlingensis L.Wu & Q.R.Liu
- Ophiorrhiza napoensis H.S.Lo
- Ophiorrhiza neglecta Blume ex DC.
- Ophiorrhiza nelsoni Seem.
- Ophiorrhiza nemorosa Thwaites
- Ophiorrhiza nepalensis Deb & Mondal
- Ophiorrhiza nerterifolia Bremek.
- Ophiorrhiza nerteriformis Merr. & L.M.Perry
- Ophiorrhiza nervosa Ridl.
- Ophiorrhiza nicobarica N.P.Balakr.
- Ophiorrhiza nonggangensis Y.F.Deng
- Ophiorrhiza nutans C.B.Clarke
- Ophiorrhiza obcuneata Valeton
- Ophiorrhiza oblanceolata (W.L.Sha & X.X.Chen) Razafim. & Rydin
- Ophiorrhiza oblonga Craib
- Ophiorrhiza oblongifolia DC.
- Ophiorrhiza oblongilimba Merr.
- Ophiorrhiza ochroleuca Hook.f.
- Ophiorrhiza oligantha Miq.
- Ophiorrhiza ophiorrhizoides (Drake) Razafim. & Rydin
- Ophiorrhiza oppositiflora Hook.f.
- Ophiorrhiza orofenensis
- Ophiorrhiza ostindica S.P.Darwin
- Ophiorrhiza ovata Merr.
- Ophiorrhiza palauensis Valeton
- Ophiorrhiza pallida Thwaites
- Ophiorrhiza pallidula Ridl.
- Ophiorrhiza palustris Valeton
- Ophiorrhiza parviflora Reinw. ex Korth.
- Ophiorrhiza patula Craib
- Ophiorrhiza pauciflora Hook.f.
- Ophiorrhiza pectinata Arn.
- Ophiorrhiza pedunculata Schanzer
- Ophiorrhiza pengshuiensis (B.Pan & R.J.Wang) Razafim. & Rydin
- Ophiorrhiza peploides A.Gray
- Ophiorrhiza perpusilla Blume ex DC.
- Ophiorrhiza petrophila H.S.Lo
- Ophiorrhiza pileoides Hemsl.
- Ophiorrhiza pilosissima Ridl.
- Ophiorrhiza pinatuboensis Ruhsam
- Ophiorrhiza pingbienensis H.S.Lo
- Ophiorrhiza platycarpa S.P.Darwin
- Ophiorrhiza polytricha Valeton
- Ophiorrhiza pseudofasciculata Schanzer
- Ophiorrhiza pseudoinconspicua Hochr.
- Ophiorrhiza pseudomungos Valeton
- Ophiorrhiza puberula Merr.
- Ophiorrhiza pubescens Elmer
- Ophiorrhiza pubiflora Merr.
- Ophiorrhiza puffii Razafim. & Rydin
- Ophiorrhiza pulgarensis Elmer
- Ophiorrhiza pumila Champ. ex Benth.
- Ophiorrhiza purpurascens H.S.Lo
- Ophiorrhiza purpureocaerulea (H.S.Lo) Razafim. & Rydin
- Ophiorrhiza purpureonervis H.S.Lo
- Ophiorrhiza pykarensis Gamble
- Ophiorrhiza qinii Razafim. & Rydin
- Ophiorrhiza quadrifida Blume
- Ophiorrhiza quanzhouensis (J.Liu & W.B.Xu) Razafim. & Rydin
- Ophiorrhiza radicans Gardner ex Thwaites
- Ophiorrhiza recurvipetala Bhuyan, S.Baruah & Mehmud
- Ophiorrhiza repandicalyx H.S.Lo
- Ophiorrhiza repens (Wall. ex G.Don) Bennet
- Ophiorrhiza reticulata Korth.
- Ophiorrhiza rhododictyon Wernham
- Ophiorrhiza rhodoneura H.S.Lo
- Ophiorrhiza richardiana Gaudich.
- Ophiorrhiza ridleyana Craib
- Ophiorrhiza ridleyi Merr.
- Ophiorrhiza ridsdalei Razafim. & Rydin
- Ophiorrhiza ripicola Craib
- Ophiorrhiza rivularis Valeton
- Ophiorrhiza robbrechtii Razafim. & Rydin
- Ophiorrhiza rosacea Ridl.
- Ophiorrhiza rosea Hook.f.
- Ophiorrhiza roxburghiana Wight
- Ophiorrhiza rubella Korth.
- Ophiorrhiza rubescens (H.S.Lo) Razafim. & Rydin
- Ophiorrhiza rufa Valeton
- Ophiorrhiza rufinervis Valeton
- Ophiorrhiza rufipilis H.S.Lo
- Ophiorrhiza rufopunctata H.S.Lo
- Ophiorrhiza rugosa Wall.
- Ophiorrhiza rupestris Hemsl.
- Ophiorrhiza sahyadriensis Hareesh, V.B.Sreek. & K.M.P.Kumar
- Ophiorrhiza salicifolia H.S.Lo
- Ophiorrhiza sanguinea Blume
- Ophiorrhiza sarawakensis Merr.
- Ophiorrhiza sasidharaniana A.S.V.Nair, Gangapr., Rameshk. & E.S.S.Kumar
- Ophiorrhiza scabrida (D.Fang & D.H.Qin) Razafim. & Rydin
- Ophiorrhiza schlenckerae F.M.Bailey
- Ophiorrhiza schultzei Valeton
- Ophiorrhiza schumannii Valeton
- Ophiorrhiza scorpioidea Nadeaud
- Ophiorrhiza seriata Valeton
- Ophiorrhiza seshagirii (Deb & Rout) Razafim. & Rydin
- Ophiorrhiza setosa S.P.Darwin
- Ophiorrhiza shae Razafim. & Rydin
- Ophiorrhiza shendurunii A.E.S.Khan, E.S.S.Kumar & Pushp.
- Ophiorrhiza shiqianensis L.D.Duan & Yun Lin